# 화살집 표현
화살집 표현(-表現, 영어: quiver representation)은 환론에서 화살집의 각 꼭짓점에 가군을 대응시키며 각 변에 가군 준동형을 대응시키는 수학 구조이다.

## 정의
다음이 주어졌다고 하자.
- 가환환 {\displaystyle K}
- 화살집 {\displaystyle Q}

### 추상적 정의
{\displaystyle Q}의 {\displaystyle K} 계수 화살집 표현 {\displaystyle R}는 다음과 같은 함자이다.
{\displaystyle R\colon \operatorname {Free} (Q)\to \operatorname {Mod} _{K}}
여기서 {\displaystyle \operatorname {Free} (Q)}는 {\displaystyle Q}로 생성되는 자유 범주이며, {\displaystyle \operatorname {Mod} _{K}}는 {\displaystyle K}-가군의 범주이다.
두 화살집 표현 {\displaystyle R}, {\displaystyle S} 사이의 사상 {\displaystyle \phi \colon R\to S}은 함자 사이의 자연 변환이다.

### 구체적 정의
{\displaystyle Q}의 {\displaystyle K} 계수 화살집 표현 {\displaystyle R}은 구체적으로 다음과 같은 데이터로 주어진다.
- 각 꼭짓점 {\displaystyle v\in \operatorname {V} (Q)}에 대하여, {\displaystyle K}-가군 {\displaystyle R_{v}}
- 각 변 {\displaystyle e\colon u\to v}에 대하여, {\displaystyle K}-가군 준동형 {\displaystyle R_{e}\colon R_{u}\to R_{v}}

두 화살집 표현 {\displaystyle R}, {\displaystyle S} 사이의 사상 {\displaystyle \phi \colon R\to S}은 다음과 같은 데이터로 주어진다.
- 각 꼭짓점 {\displaystyle v\in \operatorname {V} (Q)}에 대하여, {\displaystyle K}-가군 준동형 {\displaystyle \phi _{v}\colon R_{v}\to S_{v}}

이는 다음 가환 그림을 만족시켜야 한다. 임의의 변 {\displaystyle e\colon u\to v}에 대하여,
{\displaystyle {\begin{matrix}R_{u}&{\overset {\phi _{u}}{\to }}&S_{u}\\{\scriptstyle R_{e}}\downarrow {\color {White}\scriptstyle R_{e}}&&{\color {White}\scriptstyle S_{e}}\downarrow \scriptstyle S_{e}\\R_{v}&{\underset {\phi _{v}}{\to }}&S_{v}\end{matrix}}}

### 환론적 정의
화살집 {\displaystyle Q} 속의, 길이 {\displaystyle n\in \mathbb {N} }의 보행(영어: walk, path)은 다음 조건을 만족시키는 유한 개의 꼭짓점과 변들의 열
{\displaystyle v_{n},e_{n-1},\dotsc ,e_{1},v_{1},e_{0},v_{0}}
이다.
{\displaystyle s(e_{i})=v_{i}\forall i\in \{0,\dotsc ,n-1\}}
{\displaystyle t(e_{i})=v_{i+1}\forall i\in \{0,\dotsc ,n-1\}}
(보행 속에서 같은 꼭짓점 또는 변이 중복되어 등장할 수 있으며, 길이 0의 보행 역시 가능하다. 길이 0의 보행들의 집합은 꼭짓점 집합과 일대일 대응한다.)
{\displaystyle Q}의 보행들을 기저로 갖는 {\displaystyle K}-자유 가군 위에 다음과 같은 곱을 정의하자.
- 임의의 두 보행 {\displaystyle \alpha =(v_{n},e_{n-1},\dotsc ,e_{0},v_{0})}, {\displaystyle \beta =(v'_{n'},e'_{n'-1},\dotsc ,e'_{0},v'_{0})}에 대하여,
  - 만약 {\displaystyle v_{0}=v'_{n'}}이라면, {\displaystyle \alpha \beta =(v_{n},e_{n-1},\dotsc ,e_{0},v_{0},e'_{n'-1},\dotsc ,v'_{0})}
  - 만약 {\displaystyle v_{0}\neq v'_{n'}}이라면, {\displaystyle \alpha \beta =0}

이는 유사환을 이루며, 만약 {\displaystyle Q}가 유한 개의 꼭짓점을 갖는다면, 이는 항등원
{\displaystyle 1=\sum _{v\in \operatorname {V} (Q)}(v)}
을 가져 환을 이룬다. 이를 {\displaystyle Q} 위의 보행 대수(영어: walk algebra, path algebra) {\displaystyle K[Q]}라고 한다.
이제, 만약 {\displaystyle Q}의 꼭짓점 집합이 유한 집합일 경우, {\displaystyle Q}의 {\displaystyle K}-표현은 보행 대수 {\displaystyle K[Q]}의 왼쪽 가군 {\displaystyle R}이다.
이 정의들은 다음과 같이 대응한다.
| 범주론적 정의 | 구체적 정의 | 환론적 정의                                                                             |
| --- | --- | --------------------------------------------------------------------------------------- |
| 꼭짓점 {\displaystyle v}에 대응하는 대상의 상 {\displaystyle R(v)}                                                          | 꼭짓점 {\displaystyle v}에 대응되는 가군 {\displaystyle R_{v}}                                                                   | {\displaystyle (v)R} ({\displaystyle (v)}는 길이 0의 보행)                              |
| 변 {\displaystyle e}에 대응하는 사상의 상 {\displaystyle R(e)}                                                              | 변 {\displaystyle e\colon u\to v}에 대응하는 가군 준동형 {\displaystyle R_{e}\colon R_{u}\to R_{v}}                              | 길이 1의 보행 {\displaystyle (u,e,v)}의 작용 {\displaystyle (u,e,v)\colon (v)R\to (u)R} |
| 보행 {\displaystyle (v_{n},\dotsc ,e_{0},v_{0})}에 대응하는 사상의 상 {\displaystyle R(e_{n-1})\circ \dotsb \circ R(e_{0})} | 보행의 변들에 대응하는 가군 준동형들의 합성 {\displaystyle R_{e_{n-1}}\circ \dotsb \circ R_{e_{0}}\colon R_{v_{0}}\to R_{v_{n}}} | 보행의 작용                                                                             |

## 연산

### 분리합
화살집들의 집합 {\displaystyle (Q_{i})_{i\in I}} 및 각 {\displaystyle i\in I}에 대하여 {\displaystyle Q_{i}}의 표현 {\displaystyle R^{(i)}}가 주어졌다고 하자. 그렇다면, 분리합집합 {\displaystyle \textstyle \bigsqcup _{i\in I}Q_{i}}의 {\displaystyle K}-표현 {\displaystyle \textstyle \bigsqcup _{i\in I}R^{(i)}}이 자연스럽게 존재한다.
반대로, {\displaystyle \textstyle \bigsqcup _{i\in I}Q_{i}}의 모든 {\displaystyle K}-표현은 {\displaystyle Q_{i}}들의 표현들의 족 {\displaystyle (R^{(i)})_{i\in I}}의 분리합으로 유일하게 나타내어진다.
(이는 화살집의 분리합집합이 대응되는 범주의 쌍대곱에 대응하기 때문이다.)

### 직합
화살집 {\displaystyle Q}의 {\displaystyle K}-표현들의 집합 {\displaystyle (R^{(i)})_{i\in I}}의 직합은 다음과 같은 화살집 표현이다.
{\displaystyle R_{v}=\bigoplus _{i\in i}R_{v}^{(i)}\qquad (v\in \operatorname {V} (Q))}
{\displaystyle R_{e}=\bigoplus _{i\in i}R_{e}^{(i)}\qquad (e\in \operatorname {E} (Q))}
직합의 항등원은 모든 성분이 영가군인 영 표현(零表現, 영어: zero representation)이다. 하나 이상의 영 표현이 아닌 화살집 표현들의 직합으로 표현될 수 없는 화살집 표현을 분해 불가능 표현(分解不可能表現, 영어: indecomposable representation)이라고 한다.

## 성질
임의의 가환환 {\displaystyle K} 및 화살집 {\displaystyle Q}에 대하여, {\displaystyle Q}의 {\displaystyle K}-표현들의 범주는 (작은 범주에서 아벨 범주로 가는 함자 범주이므로) 아벨 범주이다.

### 가브리엘 정리

· · 꼴의 근계의 딘킨 도표

가브리엘 정리(Gabriel定理, 영어: Gabriel’s theorem)에 따르면, 화살집 {\displaystyle Q}에 대하여 다음 두 조건이 서로 동치이다.
- 분해 불가능 복소수 표현의 동형류의 수가 유한하다.
- 유한 개의 연결 성분을 가지며, 각 연결 성분은 (변의 방향을 망각하면) {\displaystyle {\mathsf {A}}_{n}} · {\displaystyle {\mathsf {D}}_{n}} · {\displaystyle {\mathsf {E}}_{6}} · {\displaystyle {\mathsf {E}}_{7}} · {\displaystyle {\mathsf {E}}_{8}} 꼴의 딘킨 도표를 이룬다. (특히, 다중 그래프일 수 없다.)

또한, 위와 같은 꼴의 연결 화살집의 분해 불가능 {\displaystyle K}-표현의 동형류는 이에 대응되는 (A/D/E 꼴의) 근계의 양근과 일대일 대응한다.

## 예
임의의 가환환 {\displaystyle K}가 주어졌다고 하자.
공집합(즉, 0개의 꼭짓점을 갖는 화살집)은 유일한 (자명한) {\displaystyle K}-표현을 갖는다.

### A₁
하나의 꼭짓점을 갖는 화살집 {\displaystyle {\mathsf {A}}_{1}}의 표현들은 {\displaystyle K}-가군이다. 특히, 만약 {\displaystyle K}가 체일 때, {\displaystyle {\mathsf {A}}_{1}}의 분해 불가능 {\displaystyle K}-표현은 1차원 표현 {\displaystyle K} 밖에 없다. (이는 {\displaystyle {\mathsf {A}}_{1}} 근계의 유일한 양근에 대응한다.)

### A₂

근계는 세 개의 양근,, 를 갖는다.

두 개의 꼭짓점을 갖는 화살집 {\displaystyle {\mathsf {A}}_{2}}의 표현들은 두 {\displaystyle K}-가군 사이의 가군 준동형이다. 특히, 만약 {\displaystyle K}가 체일 때,
{\displaystyle {\mathsf {A}}_{2}={\underset {u}{\bullet }}{\overset {e}{-}}{\underset {v}{\bullet }}}
의 분해 불가능 {\displaystyle K}-표현은 다음 세 개이다. (이는 {\displaystyle {\mathsf {A}}_{2}} 근계의 세 양근에 대응한다.)
- {\displaystyle R_{u}=K}, {\displaystyle R_{v}=0}, {\displaystyle R_{e}}는 값이 0인 상수 함수
- {\displaystyle R_{u}=0}, {\displaystyle R_{v}=K}, {\displaystyle R_{e}}는 값이 0인 상수 함수
- {\displaystyle R_{u}=R_{v}=K}, {\displaystyle R_{e}}는 항등 함수

## 역사
가브리엘 정리는 피에르 가브리엘(프랑스어: Pierre Gabriel, 1933~2015)이 1972년에 증명하였다.:73, §1.2, Satz